# Lionello Balestrieri
Pour les articles homonymes, voir Balestrieri.
Lionello Balestrieri dit aussi Lionel Balestrieri (Cetona, province de Sienne, Italie 12 septembre 1872 - 25 octobre 1958) est un peintre italien essentiellement connu pour ses œuvres illustrant la vie de bohème ou les musiciens et pour avoir dirigé pendant plusieurs années le Musée d'art industriel à Naples. Il est aussi un graveur reconnu.

## Biographie
Lionello Balestrieri commença ses études artistiques à l'Institut des Beaux-Arts de Rome et les poursuivit à l'Institut des Beaux-Arts de Naples à l'école de Filippo Palizzi et Domenico Morelli, dont il fut l’un des élèves préférés.
Il bénéficia également de leçons privées en travaillant dans l'atelier de Gioacchino Toma
En 1894, Balestrieri (âgé de vingt-deux ans) s'installa à Paris comme illustrateur et réalisa de nombreuses vues de la capitale, notamment du quartier de Montmartre.
Sa peinture et sa thématique évoluèrent au contact notamment d'un ami écrivain et musicien quelque peu bohème, Giuseppe Vannicola.
Entre 1897 et 1909, Balestrieri exposa régulièrement ses œuvres à Paris.
C’est l'œuvre Beethoven, créée en 1900 à Paris pour l'exposition universelle, qui lui valut, à 28 ans, sa renommée internationale. Cette œuvre, achetée par le musée Revoltella de Trieste, est toujours conservée par ce musée. Le succès du « Beethoven » fut d’autant plus énorme que le tableau fut l’une des premières œuvres dont les reproductions photographiques circulèrent dans toute l'Europe et même en Amérique. Cette notoriété lui permit de voyager et de rendre une dernière visite à son maître, illustrée par une toile « Gli ultimi giorni del Morelli » (Les Derniers Jours de Morelli) qu’il présenta en 1902 à Monaco, et qui est aujourd’hui conservée à la Galleria di Udine, et lui valut aussi d’être élu en 1906 président de la Société des artistes italiens à Paris.
Durant cette période, il expose dans de nombreuses villes à travers le monde notamment à Rome, à Bruxelles (1903), Naples (1904), en Allemagne, en Espagne, en Angleterre, en Amérique du Sud (notamment à Buenos Aires). La galerie Georges Petit expose ses gravures en couleurs en 1905, lesquelles sont remarquées.
Il participe également à la Biennale de Venise en 1907 et 1909.
En 1910 il approfondit la technique de l'eau-forte et il continue à peindre des sujets musicaux d'inspiration romantique ainsi que des sujets sociaux et historiques.
À partir de 1911, à un moment où l'impressionnisme devient « presque aussi respectable que la peinture traditionnelle », sa peinture va connaitre une nouvelle évolution, en liaison notamment avec sa découverte des œuvres de l'École de Pont-Aven (Bretagne).
De retour à Naples en 1914, en raison de la guerre, il prend la direction du Musée de l’art industriel et puis de l'Académie où il laissera au terme de 23 années de travail le souvenir d'un réformateur très actif.
Au milieu des années 1920 il se rapproche du Futurisme et participe à la Biennale de Venise de 1926 en présentant, entre autres, Sensations musicales.
Occupé à moderniser l'institution, sa production picturale fut moindre durant l’entre deux guerres. En quête de nouveauté, il n’en poursuivit pas moins son évolution artistique en adoptant à partir de 1923 un style plus moderne au contact d'amis comme Marinetti, Plinio Nomellini et Enrico Prampolini. Il participa aux expositions de ce mouvement entre 1925 et 1927.
En 1925, une rétrospective de sa production a lieu à la Galleria Pesaro à Milan, avec un catalogue publié par Bestetti et Tuminello et présenté par Salvatore Di Giacomo.
En 1926, il participa à la Biennale de Venise où il expose des œuvres de facture plus futuriste. Ce moment a été emblématique d'une peinture comme « Chi di voi non ha peccato scegli la prima pietra » (Que celui d’entre vous qui n’a jamais péché lui jette la première pierre), présentée en 1930 à la XVIIe biennale.
En 1937, il prend sa retraite et quitte Naples pour retourner dans sa ville natale de Cetona. Durant sa retraite, il peint essentiellement des portraits et des paysages de la campagne toscane, en restant étranger à la plupart des courants modernes.
Après la mort de sa femme, il retourne pour une courte période à Paris et à Rome, puis revient à Cetona.
Il a continué à peindre jusqu'à sa mort en 1958.
Une Fondation Lionello Balestrieri a été créée en 1998 dans sa ville natale et organise plusieurs expositions.

## Principales œuvres
- Beethoven, (1900), Städel Museum, Frankfurt am Main (depuis 1954).
- Il Monte di pietà, (1900).
- La Famiglia.
- Sensazioni musicali.
- Gli ultimi giorni del Morelli, (« Les Derniers Jours de Morelli »), (1902), Galleria di Udine.
- Chi di voi non ha peccato scagli la prima pietra (« Que celui d’entre vous qui n’a jamais péché lui jette la première pierre » ),1930, XVIIe biennale de Venise.
- I lavori per la Metropolitana di Parigi, Lovere, Galleria dell'Accademia Tadini.